# Christine Boutin
Christine Boutin-Martin (Levroux, 6 februari 1944) is een Franse, katholieke politica. Ze was eerst lid van de UMP, maar richtte in 2001 haar eigen politieke beweging en partij op, het Forum des Républicains Sociaux dat vanaf 2009 de Parti Chrétien-Démocrate werd. Christine Boutin is sinds 1995 adviseur van de Pauselijke Raad voor het Gezin. Van 2007 tot 2009 was ze minister van Volkshuisvesting in het kabinet-Fillon I.

## Biografie

### Achtergrond en opleiding
Christine Boutin (geboortenaam Christine Martin) is de dochter van de journalist Xavier Martin en diens vrouw Bernadette Durand, een vroegere journaliste. Haar moeder overleed toen Boutin negen jaar oud was.
Christine Boutin volgde onderwijs in Tours en studeerde rechten aan de Universiteit Panthéon-Assas (Université Panthéon-Assas/ Université Paris II) in Parijs. Na haar studies verkoos zij een loopbaan als journaliste.

### Carrière: Journalistieke loopbaan
Boutin was van 1964 tot 1969 als persvoorlichtster voor het Centre national de la recherche scientifique, het grootste door de overheid gefinancierde instituut voor wetenschappelijk onderzoek in Frankrijk. Nadien was zij chef van de persdienst (1973-1979) van Crédit Agricole, de grootste boerenleenbank van het land en journaliste bij Dossier familial, het maandblad van Crédit Agricole.
Boutin, die zich altijd sterk maakt voor de rechten en de beschermwaardigheid van het ongeboren kind, richtte in 1993 de non-gouvernementele organisatie Alliance pour les droits de la vie op. De organisatie keert zich tegen de abortuswetgeving in Frankrijk en maakt zich sterk voor een wet die het leven vanaf de conceptie tot aan de natuurlijke dood beschermt. De organisatie is daarom ook gekant tegen euthanasie.
In 1995 werd Boutin benoemd tot adviseur van de Pauselijke Raad voor het Gezin (Pontificium Consilium pro Familia) welke toen onder leiding van Alfonso López kardinaal Trujillo stond.

### Carrière: Politieke loopbaan
Boutin begon in 1977 aan haar politieke carrière. In dat jaar werd zij wethoudster (Conseillère municipale) van Auffargis. Drie jaar later, in 1980, werd zij burgemeester (maire) van de gemeente. In 1982 werd zij in de Conseil général van de onderprefectuur Rambouillet gekozen. In 1983 trad zij als burgemeester van Auffargis af om vice-burgemeester van Rambouillet te worden. Dit bleef zij tot 2001. In dat jaar werd zij vicepresidente van de Conseil général van het departement Yvelines.
In 1986 werd Boutin in de Nationale Vergadering (Assemblée nationale) gekozen voor het departement Yvelines. Boutin nam zitting in de fractie van de Union pour la démocratie française/Centre des démocrates sociaux (Unie voor Franse Democratie/Centrum van Sociale Democraten), een centristisch georiënteerde partij. In maart 2001 richtte zij het Forum des républicains sociaux (Forum van Sociale Republikeinen) op binnen de UDF.

### Franse presidentsverkiezingen van 2002
In 2001 gaf Boutin te kennen dat zij zich kandidaat zou stellen voor het presidentschap. Dit zorgde voor beroering binnen de UDF, omdat François Bayrou reeds door de partij was aangewezen als presidentskandidaat. In december 2001 werd Boutin om die reden uit de UDF gesloten. Boutin besloot als kandidate van het FRS aan de presidentsverkiezingen mee te doen.
Bij de eerste ronde van de presidenstverkiezingen van 21 april 2002 haalde Boutin 339.112 stemmen (1,19%), onvoldoende voor deelname aan de tweede ronde op 5 mei 2002. In juni 2002 werd zij als parlementslid herkozen. Haar FRS werd in 2002 onderdeel van de Union pour un Mouvement Populaire (UMP) van president Jacques Chirac.
In aanloop naar de presidentsverkiezingen van 2007 sprak Boutin haar steun uit aan UMP-kandidaat Nicolas Sarkozy, die de presidentsverkiezingen won en president van Frankrijk werd. Op 17 juni 2007 werd Boutin opnieuw herkozen als parlementslid.

### Minister van Volkshuisvesting en Steden
Op 17 mei 2007 werd Boutin benoemd tot minister van Volkshuisvesting en Steden in het kabinet-Fillon I. Kort daarna werd ze herbenoemd in het kabinet-Fillon II (19 juni 2007). Als minister van Volkshuisvesting zet zij zich in voor betere huisvesting in - met name - Franse steden, vooral in de banlieues. Onder haar leiding werd een begin gemaakt aan de bouw van 500.000 nieuwe woningen die betaalbaar moeten zijn voor de meeste Fransen. Zij werd hierin gesteund door de president en premier François Fillon.
Per decreet van 15 januari 2009 werd de ministerspost van Volkshuisvesting en Steden vervangen door de ministerspost van Volkshuisvesting. Boutin werd benoemd tot minister, maar op 23 juni 2009, na een kabinetshervorming, verdween ook deze ministerspost. Volkshuisvesting valt sindsdien onder de verantwoordelijkheid van de minister van Ecologie, Energie en Duurzame Ontwikkeling van de Zee, Benoist Apparu.
Op 20 juni 2009 werd het Forum des républicains sociaux (FRS) vervangen door de Parti Chrétien-Démocrate (Christendemocratische Partij, PCD). Boutin werd gekozen tot eerste voorzitter van de PCD.

## Standpunten
Boutin verdedigt de beschermwaardigheid van het menselijk leven vanaf de conceptie tot aan de natuurlijke dood. Ze onderschrijft de katholieke visie dat huwelijksliefde, seksualiteit en de mogelijkheid tot procreatie onlosmakelijk met elkaar verbonden zijn. Ze is dan ook voor het gebruik van natuurlijke methoden voor geboorteregeling in het kader van verantwoord ouderschap en tegen het gebruik van artificiële voorbehoedsmiddelen, behalve voor aidspatiënten. Op dit punt wijkt zij af van het standpunt van de Pauselijke Raad voor het Gezin, dat in de lijn van de Kerk, in alle gevallen tegen het gebruik van voorbehoedsmiddelen is. Boutin vindt dat het huwelijk voorbehouden moet blijven voor de verbintenis tussen man en vrouw en is daarom fel gekant tegen de notie van "homohuwelijk". Aanvankelijk was zij ook tegen het geregistreerd partnerschap voor homoseksuelen, dat in 1999 door de Franse overheid werd ingevoerd. Boutin vindt ook dat elk kind recht heeft op een vader én een moeder en is daarom tegen de mogelijkheid dat een kind zou kunnen geadopteerd worden door twee personen van hetzelfde geslacht.
Boutin is kritisch over de nieuwe Franse auteursrechtwetgeving omtrent het van internet downloaden. De nieuwe wet is in haar optiek zeer streng en stelt het downloaden zonder voorafgaande toestemming strafbaar. Boutin vindt de wet veel te ver gaan, omdat het downloaden op grote schaal plaatsvindt en de wet vooral veel jongeren hiermee als crimineel bestempelt.
Boutin is een groot voorstander van goede huisvesting en een fel criticus van het Franse gevangeniswezen. Volgens haar zijn de toestanden in de gevangenis mensonterend. Boutin heeft zich altijd sterk gemaakt voor een gegarandeerd minimumloon voor alle Fransen, alsmede goede sociale voorzieningen.
Boutins uitspraak in een interview in 2007 waarin zij stelde dat het mogelijk zou kunnen zijn dat de regering-Bush zelf achter de aanslagen van 11 september 2001 zat, veroorzaakte enige controverse.

## Familie
Boutin is sinds haar 23e getrouwd met informaticus Louis Boutin. Het echtpaar heeft drie kinderen.

## Werken
- Une éthique sans citoyen (1991)
- Pour la défense de la vie (1993)
- Le mariage des homosexuels ? Cucs, Pic, Pacs et autres projets législatifs (1998)
- Les larmes de la république (1999)
- L'embryon citoyen (2001)
- Pour sortir de l'isolement, un nouveau projet de société. Rapport parlementaire au Premier ministre (2003)
- Je ne suis pas celle que vous croyez (2006)
- Chrétiens, de l'audace pour la politique (2009)